# ۹۴۰ (میلادی)
۹۴۰ (میلادی) نهصد و چهلمین سال تقویم میلادی است.

## زادگان
- فردوسی، شاعر قرن ۴ هجری خورشیدی

## درگذشتگان
‎